# Augustin-Victor Deramecourt
Augustin-Victor Deramecourt, né le 7 mars 1841 à Beauvois (Pas-de-Calais) et mort le 16 septembre 1906 à Soissons (Aisne), est un prélat de l’Église catholique romaine et historien français.

## Biographie
Augustin-Victor Deramecourt naît le 7 mars 1841 au sein d'une famille de riches fermiers cultivateurs à Beauvois. Son père, Augustin Joseph Deramecourt, en était le maire de la commune. Ainé d'une fratrie de six enfants, il réalise ses études chez les Frères à Saint-Pol-sur-Ternoise.
En 1854, il rentre au petit séminaire d’Arras. Il poursuit ensuite son apprentissage au sein de la Société de Saint-Bertin de Saint-Omer entre 1862 et 1864. 
Le 23 septembre 1865, il est ordonné prêtre dans le diocèse d'Arras.
La Société de Saint-Bertin, société civile de prêtres prônant l'éducation chrétienne de la jeunesse, l’envoie créer un collège à Châlons-sur-Saône (1872-1877). Ce collège sera par la suite fermé après la promulgation des décrets Ferry.
En 1877, Augustin-Victor Deramecourt retourne à Arras où il se consacre à l'enseignement et à l'étude historique. Il rejoint l'Académie des Sciences, Lettres et Arts d'Arras en 1884 où il siège au fauteuil n°12. Il y écrit de nombreuses publications. Il y occupe également la charge de secrétaire-général (1888-1892), de chancelier (1892-1894) puis de président (1895-1898) de l'académie.
En mars 1886, il est promu chanoine honoraire et supérieur du petit séminaire d’Arras.
Il est nommé grand vicaire d'Arras en 1894, puis consacré évêque de Soissons en 1898 avec le soutien du cardinal Meignan. De par cette ordination épiscopale, il quitte la ville d'Arras et rend son fauteuil de l'Académie des Sciences, Lettres et Arts d'Arras pour s'installer à Soissons. 
En 1901, le pape Léon XIII l'autorise par un bref du 11 juin, à adjoindre à son titre épiscopal celui d’évêque de Saint-Quentin. 
Il exerce sa fonction de 99ème évêque du diocèse de Soissons, Laon et Saint-Quentin jusqu'à son décès en 1906.

## Publications
- Histoire de la canonisation du bienheureux Benoît-Joseph Labre : avec un guide du pèlerin aux diverses stations de sa vie, Arras, E. Bradier, 1881, VI+360 p., 1 vol. (lire en ligne)
- Vie de Saint Benoit-Joseph Labre, Arras, Van Thoff, 1882
- Le clergé du diocèse d'Arras, Boulogne & Saint-Omer pendant la Révolution, 1789-1802, Paris, Bray & Retaux, 1884-1886, en 4 vol. (lire en ligne)
- Les Étapes de la vie chrétienne : L'Éducation : Lettres pastorales de Mgr Augustin-Victor Deramecourt, Lille & Paris, Société St. Augustin, 1904
- Les Étapes de la vie chrétienne : La Jeunesse : Lettres pastorales de Mgr Augustin-Victor Deramecourt, Lille, Desclée, de Brouwer et Cie, 1906 (dépôt 1911), 288 p., in-16.